# Christopher Reeve
Pour les articles homonymes, voir Reeve (nom).
Christopher Reeve est un acteur, réalisateur, producteur américain, né le 25 septembre 1952 à New York et mort le 10 octobre 2004 à Mount Kisco (État de New York). Il est principalement connu pour avoir incarné Superman dans les films de la série entre 1978 et 1987.
Diplômé de l'université Cornell et de la Juilliard School, il commence sa carrière au théâtre et à la télévision avant d'être choisi pour tenir le rôle-titre du film Superman (1978) de Richard Donner. Il reprendra le rôle dans trois suites : Superman 2 (1980), Superman 3 (1983) et Superman 4 (1987). Il effectue d'autres prestations notables dans Quelque part dans le temps (1980), un drame romantique devenu culte, et Piège mortel (1982). Il s'essaie également à la réalisation avec In the Gloaming (en) (1997).
Sa vie prend un tournant tragique en 1995 lorsqu'il est victime d'un accident d'équitation qui le laisse paralysé. Il devient un militant passionné pour la recherche sur les lésions de la moelle épinière et pour les droits des personnes handicapées, fondant la fondation Christopher-et-Dana-Reeve, et milite activement pour des avancées dans la recherche sur les cellules souches.
En 2024, le documentaire Super/Man : L'Histoire de Christopher Reeve revient sur sa vie, notamment son combat contre la maladie.

## Biographie

### Enfance
Christopher D'Olier Reeve naît à New York d'un père enseignant et poète, et d'une mère journaliste. Son grand-père, vétéran de la Première Guerre mondiale, fut le premier commandant de l'American Legion.
Alors qu'il est âgé de 4 ans, ses parents divorcent. Sa mère déménage dans le New Jersey avec lui et son frère Benjamin. Après avoir terminé ses études secondaires, il étudie à l'université Cornell et, en parallèle, amorce une carrière d'acteur.

### Carrière

#### Formation et débuts
À l'été 1968, le jeune Christopher Reeve, passionné de théâtre et alors âgé de 15 ans, entre au Williamstown Theatre Festival du Massachusetts. Il signe un contrat quelques années plus tard au San Diego Shakespeare Festival pour des rôles prestigieux, comme celui du roi Édouard dans Richard III.
À sa sortie de Cornell, il est l'un des deux étudiants sélectionnés, avec Robin Williams, pour entrer à la prestigieuse Juilliard School de New York où il suit les cours de John Houseman. Pour payer ses études, il remporte une audition pour un rôle dans une série de CBS, Love of Life. À la même époque, il est auditionné pour la pièce A Matter of Gravity (en), aux côtés de Katharine Hepburn.
Il séjourne par la suite à Glasgow (Écosse), puis à Paris pour approfondir son métier de comédien.
Entre 1973 et 1975, il joue dans plusieurs pièces de théâtre à succès aux États-Unis, à Broadway. À cause du rythme très physique des pièces, il s'alimente mal et souffre de fatigue et de malnutrition ; néanmoins le succès est toujours au rendez-vous.
Hollywood lui offre bientôt un petit rôle dans le film catastrophe Sauvez le Neptune (1978) de David Greene.

#### La sagaSuperman

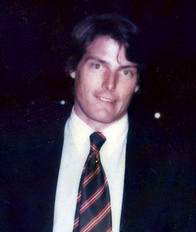
Christopher Reeve, en 1983.

En 1977, Christopher Reeve fait partie des deux cents acteurs auditionnés (dont James Brolin, Christopher Walken, Nick Nolte ou Jon Voight) pour le rôle principal du film Superman, une production colossale réalisée par Richard Donner d'après le personnage de comics créé par Jerry Siegel et Joe Shuster.
Très mince, le jeune homme de 24 ans refuse de porter un costume avec des faux muscles, préférant suivre un entraînement sportif intense avec le culturiste David Prowse, connu pour son rôle de Dark Vador dans la série des films Star Wars. L'acteur se construit alors une solide musculature et gagne vingt kilos ; le rôle lui sera finalement attribué.
Superman sort en salles en 1978 et rapporte plus de trois cents millions de dollars. La présence de Reeve dans le rôle-titre, son charisme mais également sa douceur et sa vulnérabilité pour son interprétation de « l'Homme d'acier » et de son alter-ego Clark Kent, font de l'acteur une star internationale, acclamée par la critique. Il utilise alors sa célébrité pour des causes à vocation humanitaire, notamment en visitant des hôpitaux pour enfants.
En 1980, 1983 et 1987, sortent les suites Superman 2, Superman 3 et Superman 4. La qualité de la série diminue de film en film, mais le succès de Christopher Reeve se maintient. Grâce à l’interprétation de Reeve et à la musique du compositeur John Williams, la saga Superman entre définitivement dans la culture populaire nord-américaine.

#### Poursuite de la carrière
Reeve revient au théâtre dans la pièce à succès Fifth of July, où il incarne un vétéran du Viêt Nam infirme.
En 1980, il joue avec Jane Seymour dans le film Quelque part dans le temps (Somewhere in Time) du Français Jeannot Szwarc. Il tourne ensuite avec Michael Caine dans Piège mortel (1982) de Sidney Lumet, puis enchaîne dans plusieurs autres films.

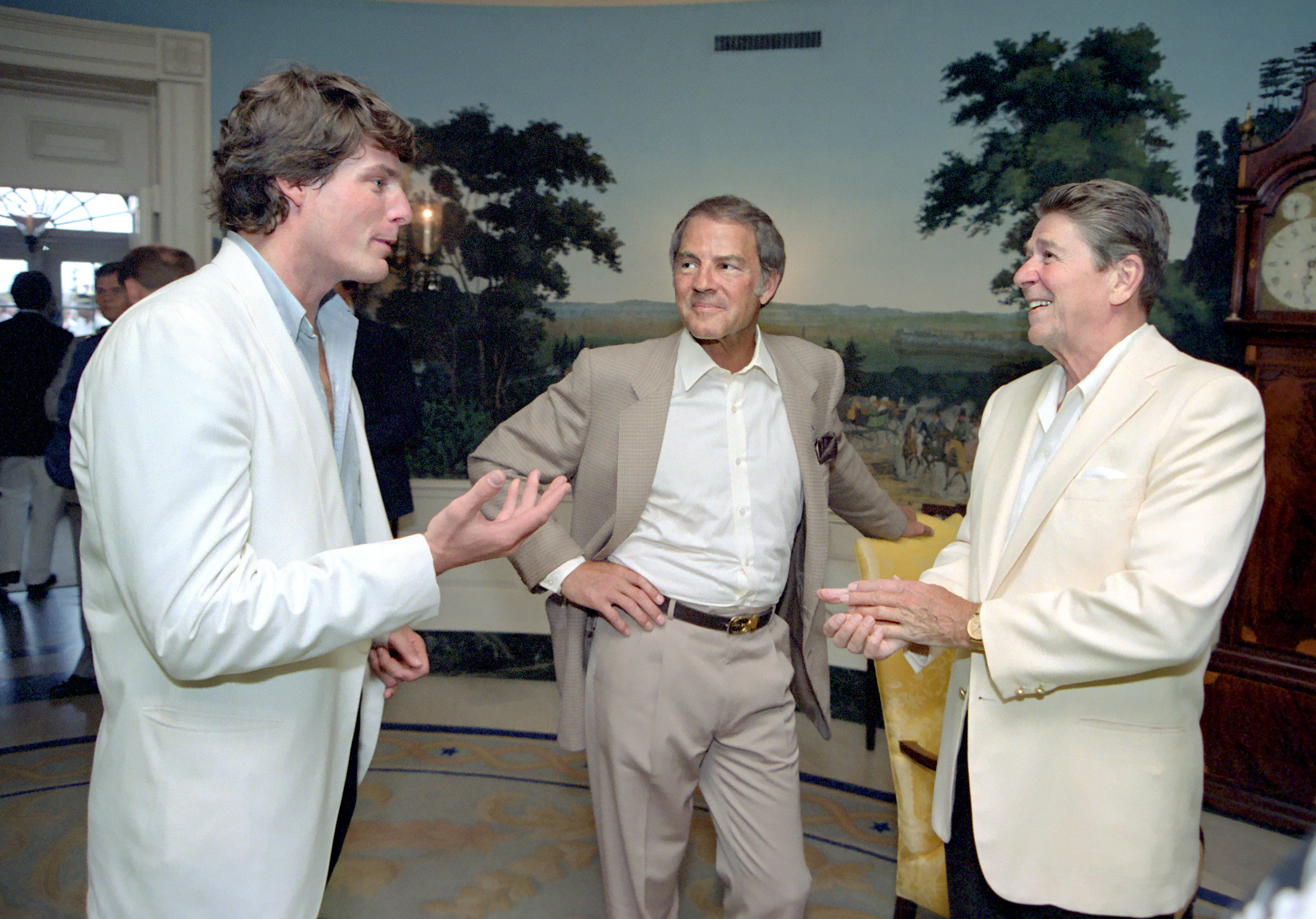
Christopher Reeve en discussion avec le président des États-Unis Ronald Reagan et le joueur de football américain Frank Gifford, lors d’une réception en l'honneur du des Jeux olympiques spéciaux, en juin 1983.

Passionné d'aviation, l'acteur entre dans un groupe d'aviateurs vétérans de la Royal Air Force, ce qui lui permet d'être remarqué par George Trumbull Miller pour jouer dans Vol d'enfer (1985).
Fasciné par les dinosaures depuis son enfance, il présente en 1985 le documentaire télévisé Dinosaur! qui traite du sujet. Il pilote son propre avion pour aller jusqu'au lieu du tournage, le Musée américain d'histoire naturelle. Enthousiasmé lors du tournage du documentaire, il demande lui-même à ce que certaines séquences soient tournées plusieurs fois.
En 1995, sort Le Village des damnés de John Carpenter, son dernier film avant son accident de cheval qui le terrasse en mai de la même année.
Après son accident, Christopher Reeve fait une apparition en 1998 comme acteur à la télévision pour le remake du film Fenêtre sur cour d'Alfred Hitchcock. Il apparaît également dans plusieurs épisodes de la série télévisée Smallville, dans le rôle du docteur Virgil Swann aux côtés du jeune Tom Welling, qui incarne à son tour le personnage de Superman pour la nouvelle génération d'adolescents.
Vers la fin des années 1990, on lui refuse le rôle de Lincoln Rhyme dans le film Bone Collector (1999) de Phillip Noyce, estimant que les heures de tournage seraient trop éprouvantes pour lui. 

### Accident et mort

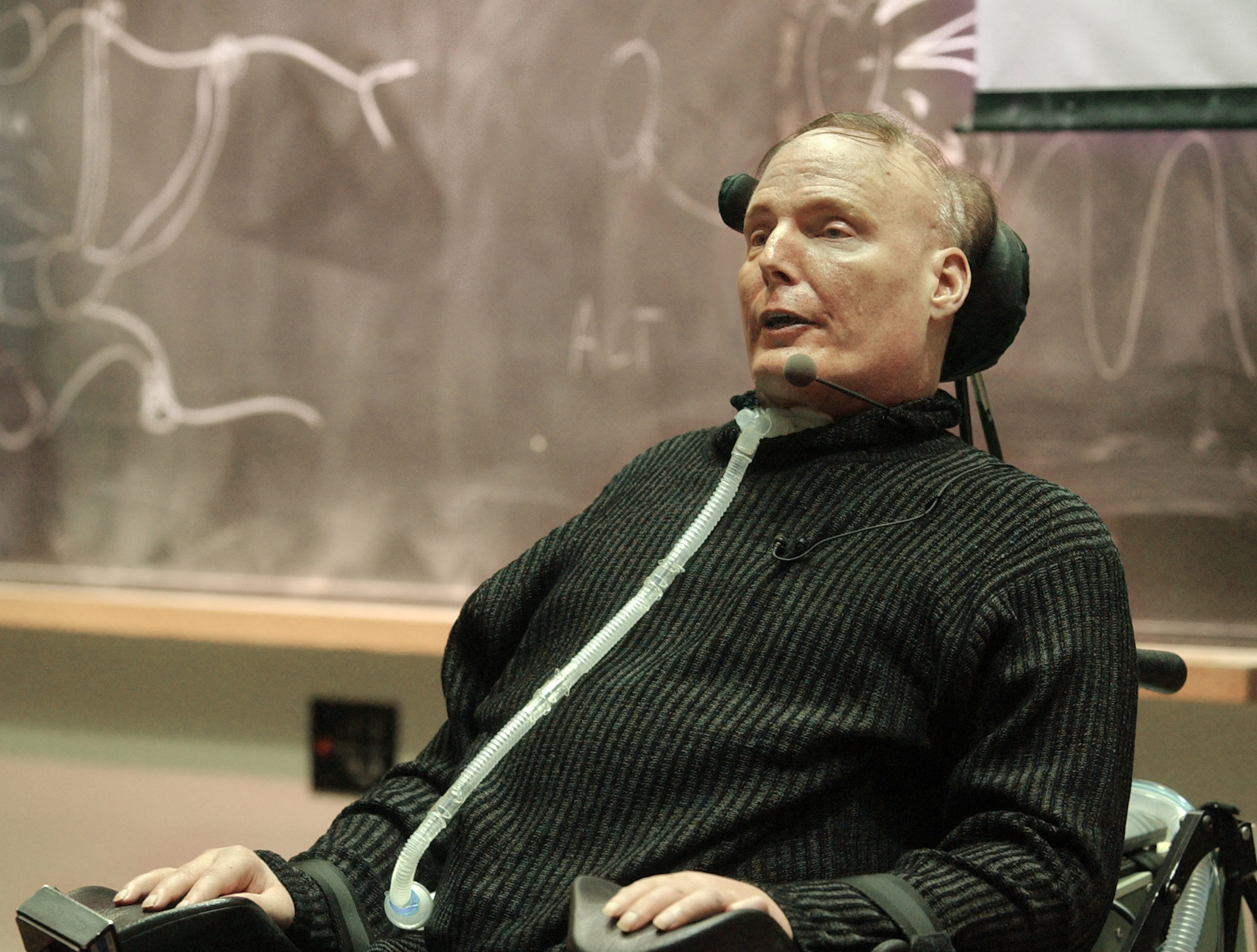
Christopher Reeve après son accident, discutant des bénéfices potentiels de la recherche sur les cellules souches lors d'une conférence sur les neurosciences au MIT en mars 2003.

En 1995, Christopher Reeve achète lors d'un tournage le cheval Eastern « Buck » Express, âgé de 12 ans, et l'entraîne pour des compétitions où il reçoit de nombreux prix. Mais le 27 mai 1995, Buck manque un obstacle et Reeve, son cavalier, est désarçonné et projeté vers l’avant. En tombant lourdement au sol du haut de son mètre quatre-vingt-treize, l'acteur se brise deux vertèbres cervicales qui sectionnent sa moelle épinière. Il ne reprend véritablement conscience que cinq jours plus tard. Cet accident le laisse définitivement tétraplégique.
Dans les jours qui suivent l’accident, il souffre de delirium et pense au suicide, mais son épouse Dana Morosini l'encourage à se battre. Dans sa maison près de New York, du personnel médical l’assiste dans les gestes les plus élémentaires de la vie.
Durant son séjour à l'hôpital, il reçoit la visite de son ami, l'acteur Robin Williams, qui entre sans prévenir en grognant quelque chose et en prenant un accent russe, disant qu'il est un proctologue et qu'il va devoir l'examiner de suite (toucher rectal). Reeve avouera ensuite que ce moment a été la première fois où il a ri après son accident et que, après ce jour, il savait que sa vie allait s'améliorer.
Il crée avec son épouse, Dana, la fondation Christopher and Dana Reeve Paralysis Resource Center afin de développer la recherche médicale sur la réparation de la moelle épinière : leur combat contre le handicap va durer plus de dix ans. L'extrême humilité et la ténacité de celui qui incarna Superman émeuvent et rassemblent des milliers de personnes.
Christopher Reeve meurt le 10 octobre 2004 à l'âge de 52 ans, des suites d'une crise cardiaque. Il laisse derrière lui trois enfants et son épouse Dana ; celle-ci meurt deux ans après lui, d'un cancer du poumon. Le documentaire Super/Man : L'Histoire de Christopher Reeve (sorti en 2024) raconte sa vie et sa maladie, avec le témoignage de proches et des images d'archives.

### Problèmes de santé hors accident
Indépendamment de son accident de cheval, Christopher Reeve a combattu une mastocytose, une maladie dite rare mais dont le nombre de cas à l'heure actuelle[Quand ?] est encore probablement sous-estimé, l'âge auquel le diagnostic est posé étant très tardif. L'acteur a confié avoir été atteint par cette maladie dans son autobiographie, intitulée Still me. Sa mastocytose n'est mentionnée qu'en un seul endroit, à la page 107.

### Hommage
Robin Williams, ami de Christopher depuis leur rencontre à la prestigieuse école d'art Juilliard School de New York, lui a dédié en 2005 le prix Cecil B. DeMille qu'il venait de recevoir, en citant Hamlet de William Shakespeare: « May flights of Angels sing thee to thy rest sweet prince » (qui peut être traduit par : « que des envolées d’anges t'accompagnent de leur chant jusqu'à ton repos, doux prince »).

### Vie privée
En 1978, alors qu'il est sur le tournage du film Superman, Christopher Reeve rencontre Gae Exton, avec qui il a ensuite deux enfants : Matthew Exton Reeve (né en décembre 1979) et Alexandra Exton Reeve (née en décembre 1983). Le couple se sépare en 1987.
Il se remarie en 1992 avec la chanteuse Dana Morosini et se met à l'équitation et à la navigation en mer. Le couple a un fils, William « Will » Elliot Reeve, né en juin 1992.

### Engagements
En 1987, Christopher Reeve part au Chili manifester son soutien aux 77 artistes menacés de peine de mort par le régime du général Pinochet.
Il s'engage de plus en plus dans des actions militantes, notamment en faveur de l'environnement, et soutient plusieurs associations non gouvernementales, comme Amnesty International.

## Filmographie

### Acteur

#### Cinéma
- 1978 : Sauvez le Neptune (Gray Lady Down) de David Greene : Phillips
- 1978 : Superman de Richard Donner : Superman / Clark Kent
- 1980 : Quelque part dans le temps (Somewhere in Time) de Jeannot Szwarc : Richard Collier
- 1980 : Superman 2 (Superman II) de Richard Lester et Richard Donner : Superman / Clark Kent
- 1982 : Piège mortel (Deathtrap) de Sidney Lumet : Clifford Anderson
- 1982 : Monsignor de Frank Perry : le père John Flaherty
- 1983 : Superman 3 (Superman III) de Richard Lester : Superman / Clark Kent
- 1984 : Les Bostoniennes (The Bostonians) de James Ivory : Basil Ransome
- 1985 : Vol d'enfer (The Aviator) de George Trumbull Miller : Edgar Anscombe
- 1987 : La Rue (Street Smart) de Jerry Schatzberg : Jonathan Fisher
- 1987 : Superman 4 (Superman IV : The Quest for Peace) de Sidney J. Furie : Superman / Clark Kent
- 1988 : Scoop (Switching Channels) de Ted Kotcheff : Blaine Bingham
- 1992 : Bruits de coulisses (Noises Off) de Peter Bogdanovich : Frederick Dallas / Philip Brent
- 1993 : Les Vestiges du jour (The Remains of the Day) de James Ivory : Lewis
- 1993 : Morning Glory de Steven Hilliard Stern : Lewis
- 1994 : Chérie, vote pour moi (Speechless) de Ron Underwood : Bob « Baghdad » Freed
- 1995 : Le Village des damnés (Village of the Damned) de John Carpenter : le docteur Alan Chaffee
- 1995 : Chassé croisé (Above Suspicion) de Steven Schachter : Dempsey Cain
- 1996 : A Step Toward Tomorrow de Deborah Reinisch : Denny Gabriel
- 2024 : Super/Man : L'Histoire de Christopher Reeve (Super/Man: The Christopher Reeve Story) de Ian Bonhôte et Peter Ettedgui (documentaire) : lui-même (images et sons d'archives)

#### Télévision

##### Téléfilms
- 1985 : Anna Karénine (Anna Karenina) de Simon Langton : le comte Vronsky
- 1988 : La Grande Évasion 2 - L'histoire enfin révélée (The Great Espace II: The Untold Story) de Jud Taylor et Paul Wendkos  : le major John Dodge
- 1990 : La Rose et la Chacal (The Rose and the Jackal) de Jack Gold : Allan Pinkerton
- 1991 : Bump in the Night de Karen Arthur : Lawrence Muller
- 1991 : La Revanche de l'au-delà (Death Dreams) de Martin Donovan : George Westfield
- 1993 : Mortal Sins de Bradford May : le père Thomas Cusack
- 1993 : Cauchemar en plein jour (Nightmare in the Daylight) de Lou Antonio : Sean
- 1993 : Le Loup des mers (The Sea Wolf) de Michael Anderson : Humphrey Van Weyden
- 1995 : Black Fox de Steven Hilliard Stern : Alan Johnson
- 1995 : Black Fox: Good Men and Bad de Steven Hilliard Stern : Alan Johnson
- 1995 : Black Fox: The Price of Peace de Steven Hilliard Stern : Alan Johnson
- 1998 : Fenêtre sur cour (Rear Window) de Jeff Bleckner : Jason Kemp

##### Séries télévisées
- 1973 : Great Performances : officier (saison 4, épisode 1 : Enemies de Kirk Browning et Ellis Rabb)
- 1975 : The Wide World of Mystery : Max 67 (saison 4, épisode 1 : The Norming of Jack 243 de Gloria Monty et Robert Precht)
- 1975-1976 : Love of Life : Ben Harper (5 épisodes)
- 1980 : Ryan's Hope : lui-même (saison 1, épisode 1417 de Jerry Evans)
- 1983 : Faerie Tale Theatre : le prince charmant (saison 2, épisode 3 : Sleeping Beauty de Jeremy Kagan)
- 1991 : Carol & Company : Rex / Bob (saison 2, épisode 23 : Overnight Male)
- 1992 : Les Contes de la crypte (Tales from the Crypt) : Fred (saison 4, épisode 6 : Qu'est-ce que tu mijotes ? (What's Cookin') de Gilbert Adler)
- 1992 : Les Contes d'Avonlea (Road to Avonlea) : Robert Rutherford (saison 3, épisode 7 : A Dark and Stormy Night d'Allan King)
- 1993 : Frasier : Leonard (voix) (saison 1, épisode 2 : Space Quest de James Burrows)
- 2003 : The Practice : Donnell et Associés (The Practice) (1 épisode) : Kevin Healy (saison 7, épisode 17 : Burnout de Christina Musrey)
- 2003-2004 : Smallville : le docteur Virgil Swann (saison 2, épisode 17 : Rosetta de James Marshall / saison 3, épisode 17 : Legacy de Greg Beeman)

### Réalisateur
- 1997 : In the Gloaming (téléfilm)
- 2003 : Pour que la vie continue... (téléfilm)

## Distinction
- 2003 : Prix Mary-Woodard-Lasker pour le bien public

## Voix françaises
Si en France, Christopher Reeve n’avait pas de voix française régulière, Pierre Arditi est néanmoins celui l’ayant le plus doublé pour la tétralogie Superman et les films Quelque part dans le temps et Piège mortel. 
Bernard Tiphaine et Richard Darbois l’avaient également doublé 3 fois chacun, tandis qu’Hervé Bellon l’a doublé à deux reprises.
Dans Les Vestiges du jour, l’acteur a lui-même doublé son rôle en français, car il parlait couramment la langue.
| - Pierre Arditi dans : - Superman (1er doublage) - Superman 2 - Quelque part dans le temps - Piège mortel - Superman 3 - Bernard Tiphaine dans : - Sauvez le Neptune - Cauchemar en plein jour (téléfilm) - Les Contes de la Crypte (série télévisée) - Richard Darbois dans : - Monsignor - Anna Karénine (téléfilm) - La Revanche de l'au-delà (téléfilm) | - Hervé Bellon dans : - La Rue - Superman 4 et aussi : - François Leccia dans Faerie Tale Theatre (série télévisée) - Jean-Luc Kayser dans Les Bostoniennes - Mario Santini dans Vol d'enfer - Michel Vigné dans Scoop - Emmanuel Jacomy dans Bruits de coulisses - Gérard Surugue dans Frasier (série télévisée) - Daniel Schenmetzler dans Le Village des damnés - Patrick Osmond dans Fenêtre sur cour (téléfilm) - Jean-Pierre Michaël dans Superman (2e doublage) - Patrick Borg dans Smallville (série télévisée) |